# Encholirium magalhaesii
Encholirium magalhaesii är en gräsväxtart som beskrevs av Lyman Bradford Smith. Encholirium magalhaesii ingår i släktet Encholirium och familjen Bromeliaceae. Inga underarter finns listade i Catalogue of Life.